# 土門峻
土門 峻（どもん しゅん、1955年12月3日 - ）は、1980年前後に活動していた日本の俳優。本名は長岡 義隆。土門 俊名義の作品もある。

## 来歴・人物
東京都杉並区生まれ。中央大学経済学部卒業。
日本テレビ音楽学院を経てCMモデルになったのが芸能界入りのきっかけ。

## 出演

### テレビドラマ
- 特捜最前線 第83話、第91話（1978年、テレビ朝日）ゲスト
- 燃えろアタック 第2話 母と同じコートに立つ（1979年、テレビ朝日）ゲスト
- 明日の刑事 第71話 ニューミュージック殺人事件（1979年、TBS）ゲスト
- バトルフィーバーJ 第9話 氷の国の女（1979年、テレビ朝日）ゲスト 片山真一郎 役
- 大都会 PARTIII 第45話 深夜の殺人者（1979年、日本テレビ）ゲスト
- 花よめは16歳（1979年 - 1980年、テレビ朝日）谷川進 役
- 太陽にほえろ! 第404話 鍵のかゝった引出し（1980年、日本テレビ）ゲスト
- 虹を織る（1980年 - 1981年、NHK）立花英郎 役
- 西部警察 PART-II 第8話 暁の決断（1982年、テレビ朝日）ゲスト

### 映画
- 皮ジャン反抗族（1978年、東映）メグの親衛隊 役
- 十代 恵子の場合（1979年、東映）伸夫 役
- 堕靡泥の星 美少女狩り（1979年、にっかつ）神納達也 役